# Самбука-ді-Сицилія
Самбука-ді-Сицилія (італ. Sambuca di Sicilia, сиц. Sammuca) — муніципалітет в Італії, у регіоні Сицилія,  провінція Агрідженто.
Самбука-ді-Сицилія розташована на відстані близько 480 км на південь від Рима, 60 км на південний захід від Палермо, 60 км на північний захід від Агрідженто.
Населення — 5961 особа (2014).
Щорічний фестиваль відбувається 23 квітня. Покровитель — святий Юрій.

## Демографія
Населення за роками:

Станом на 1 січня 2023 року в муніципалітеті офіційно проживало 229 іноземців з 22 країн, серед них 184 громадяни країн Євросоюзу.

## Клімат
Клімат Самбука-ді-Сицилія середземноморський із середньою температурою 24-26 °С у липні та серпні (з максимальною температурою 40-43 °С) і середньою температурою 10-12 °С у січні та лютому (з мінімальною температурою взимку 0-2 °C). Клімат характеризується тривалими літніми посухами і м'якою і дощовою зимою, з поодинокими морозами. 

## Сусідні муніципалітети
- Бізаккуїно
- Кальтабеллотта
- Контесса-Ентелліна
- Джуліана
- Менфі
- Санта-Маргерита-ді-Беліче
- Шакка